# Taça de Portugal 2020-2021
La Taça de Portugal 2020-2021, conosciuta anche come Taça de Portugal Placard per ragioni di sponsorizzazione, è stata l'81ª edizione del torneo Taça de Portugal, iniziata il 26 settembre 2020 e terminata il 23 maggio 2021. Il Porto era la squadra campione in carica. Il Braga ha conquistato il trofeo per la terza volta nella sua storia.

## Formula del torneo
| Turno            | Squadre rimanenti | Squadre partecipanti | Vincitori del turno precedente | Squadre entrate | Campionati entranti                                   | Date                              |
| ---------------- | ----------------- | -------------------- | ------------------------------ | --------------- | ----------------------------------------------------- | --------------------------------- |
| Primo Turno      | 165               | 131                  | 0                              | 131             | Campeonato de Portugal (88) Campeonato Distrital (43) | 27 settembre 2020                 |
| Secondo Turno    | 110               | 92                   | 55+21 perdenti                 | 16              | LigaPro (16)                                          | 11 ottobre 2020                   |
| Terzo Turno      | 64                | 64                   | 46                             | 18              | Primeira Liga (18)                                    | 22 novembre 2020                  |
| Quarto Turno     | 32                | 32                   | 32                             | 0               |                                                       | 13 dicembre 2020                  |
| Ottavi di finale | 16                | 16                   | 16                             | 0               |                                                       | 12-14 gennaio 2021                |
| Quarti di Finale | 8                 | 8                    | 8                              | 0               |                                                       | 26-28 gennaio 2021                |
| Semifinali       | 4                 | 4                    | 4                              | 0               |                                                       | 9-11 febbraio 2020 2-4 marzo 2021 |
| Finale           | 2                 | 2                    | 2                              | 0               |                                                       | 23 maggio 2021                    |

## Primo turno
| 26 settembre 2020     |                 |                    |
| Amares                | 0 – 1           | Vianense           |
| Porto Cruz            | 1 – 4           | Camacha            |
| Berço                 | 1 – 2           | Länk Vilaverdense  |
| Beira-Mar             | 1 – 0           | Oliveira Hospital  |
| Bragança              | 0 – 1           | Limianos           |
| 27 settembre 2020     |                 |                    |
| Águia FC Vimioso      | 1 – 2           | Mirandela          |
| Aguiar da Beira       | 1 – 4           | Vila Cortez        |
| Alcains               | 2 – 2 (3-4 dtr) | Vitória Sernache   |
| Aljustrelense         | 1 – 0           | Praia Milfontes    |
| Alverca               | 3 – 0           | Guadalupe          |
| Anadia                | 2 – 0 (dts)     | Condeixa           |
| Ançã                  | 3 – 1           | Tocha              |
| Caçadores das Taipas  | 0 – 3           | Fafe               |
| Calvao                | 0 – 1           | Carapinheirense    |
| Câmara de Lobos       | 2 – 1           | Leça               |
| Canelas 2010          | 2 – 0           | Foz                |
| Cerveira              | 2 – 0           | Brito              |
| Coimbrões             | 1 – 2           | Valadares          |
| Fabril Barreiro       | 2 – 0           | Rabo de Peixe      |
| Fátima                | 0 – 3           | Oleiros            |
| Barreirense           | 3 – 0           | Madalena           |
| Crato                 | 0 – 4           | Leiria e Marrazes  |
| Felgueiras 1932       | 3 – 0           | Desp. Aves         |
| Ferreira de Aves      | 0 – 1           | Sanjoanense        |
| Gondomar              | 7 – 0           | Sporting Mêda      |
| GRAP                  | 2 – 1           | Alqueidao          |
| Lusitano Evora 1911   | 0 – 0 (3-4 dtr) | Moncarapachense    |
| Lusitano FC           | 0 – 0 (6-5 dtr) | Águias Moradal     |
| Maria da Fonte        | 1 – 2           | Montalegre         |
| Olhanense             | 0 – 2           | Lusitano VRSA      |
| Oriental Dragon       | 3 – 0           | Fayal              |
| Paredes               | 1 – 0           | Castro Daire       |
| Pedras Rubras         | 2 – 1           | Amarante           |
| Pêro Pinheiro         | 1 – 0 (dts)     | Praiense           |
| Pinhalnovense         | 2 – 0           | Atlético CP        |
| Portalegrense         | 0 – 11          | Marinhense         |
| Real SC               | 3 – 0           | Lusitânia          |
| São João de Ver       | 1 – 0           | Lourosa            |
| Sacavenense           | 2 – 0           | Sintrense          |
| Santa Marta Penaguiao | 2 – 0           | Cinfães            |
| São Martinho          | 2 – 0 (dts)     | Pevidém            |
| São Roque             | 0 – 3           | Estrela Amadora    |
| Vila Real             | 1 – 0           | Mondinense         |
| Sertanense            | 1 – 0           | Benfica e C.B.     |
| Tomar                 | 2 – 3           | Portomosense       |
| Trofense              | 0 – 0 (7-6 dtr) | Vila Meã           |
| Vasco da Gama Sines   | 1 – 2           | Juventude de Évora |
| Sporting Ideal        | 4 – 0           | Vale Formoso       |
| Torreense             | 3 – 0           | União Almeirim     |
| 5 ottobre 2020        |                 |                    |
| Moura                 | 2 – 0           | Culatrense         |
| 7 ottobre 2020        |                 |                    |
| Fazendense            | 0 – 2           | 1º Dezembro        |
| União Madeira         | 0 – 5           | Tirsense           |
| Ferreiras             | 2 – 2 (4-2 dtr) | Louletano          |
| Ericeirense           | 0 – 3           | Loures             |
| 21 ottobre 2020       |                 |                    |
| Lourinhanense         | 0 – 3           | União Santarém     |

## Secondo turno
21 squadre tra le perdenti del primo turno sono sorteggiate per partecipare al secondo turno.
| 9 ottobre 2020        |                 |                     |
| Sertanense            | 0 – 4           | Estoril Praia       |
| 10 ottobre 2020       |                 |                     |
| Caldas                | 1 – 1 (4-5 dtr) | Covilhã             |
| Ovarense              | 1 – 2 (dts)     | Oriental Dragon     |
| União de Montemor     | 0 – 2           | Feirense            |
| Vidago                | 1 – 5           | Vilafranquense      |
| Esperança Lagos       | 1 – 3           | Penafiel            |
| Fontinhas             | 1 – 0           | Mafra               |
| Estrela Amadora       | 2 – 0           | Lusitano FC         |
| 11 ottobre 2020       |                 |                     |
| Juventude de Évora    | 1 – 3           | Académica           |
| 1º Dezembro           | 1 – 2           | União Leiria        |
| Portomosense          | 0 – 3           | Real SC             |
| Africanos             | 0 – 5           | Arouca              |
| Amora                 | 1 – 0 (dts)     | Ferreiras           |
| Ançã                  | 2 – 2 (3-4 dtr) | Sacavenense         |
| Câmara de Lobos       | 0 – 2           | Vizela              |
| Carapinheirense       | 0 – 2           | Pinhalnovense       |
| Montalegre            | 3 – 1           | Vila Cortez         |
| Cerveira              | 0 – 2           | Oriental Lisbona    |
| Desportivo de Monção  | 2 – 0           | Barreirense         |
| GRAP                  | 1 – 4           | Cova da Piedade     |
| Idanhense             | 0 – 8           | Torreense           |
| Limianos              | 2 – 1 (dts)     | Aljustrelense       |
| Loures                | 0 – 2           | Gondomar            |
| Lusitano VRSA         | 2 – 1 (dts)     | Mortágua            |
| Moncarapachense       | 1 – 2           | Anadia              |
| Moura                 | 0 – 2           | Beira-Mar           |
| Oleiros               | 3 – 2           | Mirandela           |
| Pêro Pinheiro         | 0 – 1           | Fafe                |
| São João de Ver       | 0 – 1 (dts)     | Marinhense          |
| Sanjoanense           | 0 – 0 (4-2 dtr) | Canelas 2010        |
| Santa Marta Penaguiao | 1 – 5           | Leixões             |
| São Martinho          | 1 – 2           | Paredes             |
| Vianense              | 0 – 1           | Vilar de Perdizes   |
| Vila Real             | 2 – 3           | Casa Pia            |
| Sesimbra              | 1 – 4           | Oliveirense         |
| Espinho               | 1 – 0           | Chaves              |
| Trofense              | 4 – 2           | Águeda              |
| Vitória Sernache      | 0 – 2           | Fabril Barreiro     |
| Sporting Ideal        | 0 – 0 (3-4 dtr) | Merelinense         |
| Alverca               | 2 – 1           | Camacha             |
| 21 ottobre 2020       |                 |                     |
| Tirsense              | 2 – 3           | Olímpico do Montijo |
| 28 ottobre 2020       |                 |                     |
| Länk Vilaverdense     | 1 – 1 (5-4 dtr) | União Santarém      |
| Felgueiras 1932       | 2 – 1           | Valadares           |
| Rebordelo             | 1 – 3           | Varzim              |
| Vitória Setúbal       | 0 – 1           | Académico de Viseu  |
| 11 novembre 2020      |                 |                     |
| Pedras Rubras         | 2 – 3           | Salgueiros          |

## Terzo turno
| 20 novembre 2020  |                 |                     |
| Oleiros           | 0 – 0 (2-4 dtr) | Gil Vicente         |
| Feirense          | 0 – 1           | Amora               |
| União Leiria      | 1 – 0           | Portimonense        |
| 21 novembre 2020  |                 |                     |
| Oriental Dragon   | 0 – 0 (3-4 dtr) | Leixões             |
| Oriental Lisbona  | 0 – 3           | Famalicão           |
| Montalegre        | 2 – 3           | Académico de Viseu  |
| Fabril Barreiro   | 0 – 2           | Porto               |
| Marinhense        | 1 – 1 (3-5 dtr) | Cova da Piedade     |
| Arouca            | 0 – 0 (6-7 dtr) | Vitória Guimarães   |
| Trofense          | 1 – 2           | Braga               |
| Paredes           | 0 – 1           | Benfica             |
| 22 novembre 2020  |                 |                     |
| Anadia            | 2 – 1           | Pinhalnovense       |
| Fafe              | 5 – 1           | Vilar de Perdizes   |
| Felgueiras 1932   | 0 – 1           | Tondela             |
| Limianos          | 1 – 2           | Fontinhas           |
| Espinho           | 2 – 1           | Gondomar            |
| Torreense         | 2 – 0           | Alverca             |
| Länk Vilaverdense | 2 – 3           | Olímpico do Montijo |
| Beira-Mar         | 1 – 3           | Santa Clara         |
| Monção            | 1 – 2           | Rio Ave             |
| Merelinense       | 0 – 1           | Moreirense          |
| Oliveirense       | 0 – 4           | Paços Ferreira      |
| Vizela            | 0 – 1 (dts)     | Boavista            |
| 23 novembre 2020  |                 |                     |
| Salgueiros        | 2 – 1           | Covilhã             |
| Penafiel          | 2 – 3 (dts)     | Marítimo            |
| Real SC           | 0 – 2           | Belenenses SAD      |
| Académica         | 1 – 0           | Varzim              |
| Sacavenense       | 1 – 7           | Sporting Lisbona    |
| 25 novembre 2020  |                 |                     |
| Casa Pia          | 2 – 3 (dts)     | Nacional            |
| 3 dicembre 2020   |                 |                     |
| Estrela Amadora   | 2 – 0           | Farense             |
| 9 dicembre 2020   |                 |                     |
| Estoril Praia     | 5 – 0           | Lusitano VRSA       |
| Vilafranquense    | 2 – 1           | Sanjoanense         |

## Quarto turno
| 11 dicembre 2020    |                 |                 |
| Académico de Viseu  | 3 – 0           | Académica       |
| Sporting Lisbona    | 3 – 0           | Paços Ferreira  |
| 12 dicembre 2020    |                 |                 |
| Fontinhas           | 1 – 1 (3-4 dtr) | Fafe            |
| Rio Ave             | 2 – 1           | Famalicão       |
| Estoril Praia       | 2 – 1           | Boavista        |
| 13 dicembre 2020    |                 |                 |
| Cova da Piedade     | 2 – 3 (dts)     | Moreirense      |
| Vitória Guimarães   | 0 – 1           | Santa Clara     |
| Porto               | 2 – 1           | Tondela         |
| Benfica             | 5 – 0           | Vilafranquense  |
| 14 dicembre 2020    |                 |                 |
| Torreense           | 1 – 0           | Amora           |
| Anadia              | 0 – 1           | Estrela Amadora |
| Olímpico do Montijo | 0 – 7           | Braga           |
| 23 dicembre 2020    |                 |                 |
| Marítimo            | 2 – 1 (dts)     | Salgueiros      |
| União Leiria        | 0 – 3           | Gil Vicente     |
| Belenenses SAD      | 3 – 0 (dts)     | Espinho         |
| Nacional            | 3 – 1           | Leixões         |

## Ottavi di finale
| 11 gennaio 2021 |             |                    |
| Marítimo        | 2 – 0       | Sporting Lisbona   |
| 12 gennaio 2021 |             |                    |
| Rio Ave         | 1 – 2       | Estoril Praia      |
| Moreirense      | 1 – 2       | Santa Clara        |
| Nacional        | 2 – 4 (dts) | Porto              |
| Estrela Amadora | 0 – 4       | Benfica            |
| 13 gennaio 2021 |             |                    |
| Braga           | 5 – 0       | Torreense          |
| 14 gennaio 2021 |             |                    |
| Fafe            | 2 – 3 (dts) | Belenenses SAD     |
| Gil Vicente     | 3 – 2 (dts) | Académico de Viseu |

## Quarti di finale
| 27 gennaio 2021 |             |                |
| Marítimo        | 1 – 3 (dts) | Estoril Praia  |
| 28 gennaio 2021 |             |                |
| Benfica         | 3 – 0       | Belenenses SAD |
| 29 gennaio 2021 |             |                |
| Braga           | 2 – 1       | Santa Clara    |
| Gil Vicente     | 0 – 2       | Porto          |

## Semifinali
| 10 febbraio / 3 marzo 2021 |       |         |       |       |
| Braga                      | 4 – 3 | Porto   | 1 – 1 | 3 – 2 |
| 11 febbraio / 4 marzo 2021 |       |         |       |       |
| Estoril Praia              | 1 – 5 | Benfica | 1 – 3 | 0 – 2 |

## Finale
| Arbitro: | Nuno Almeida |

|                        |           |  |
| Piazon 45+3’ Horta 85’ | Marcatori |  |